# James Mitchell (Politiker, 1866)

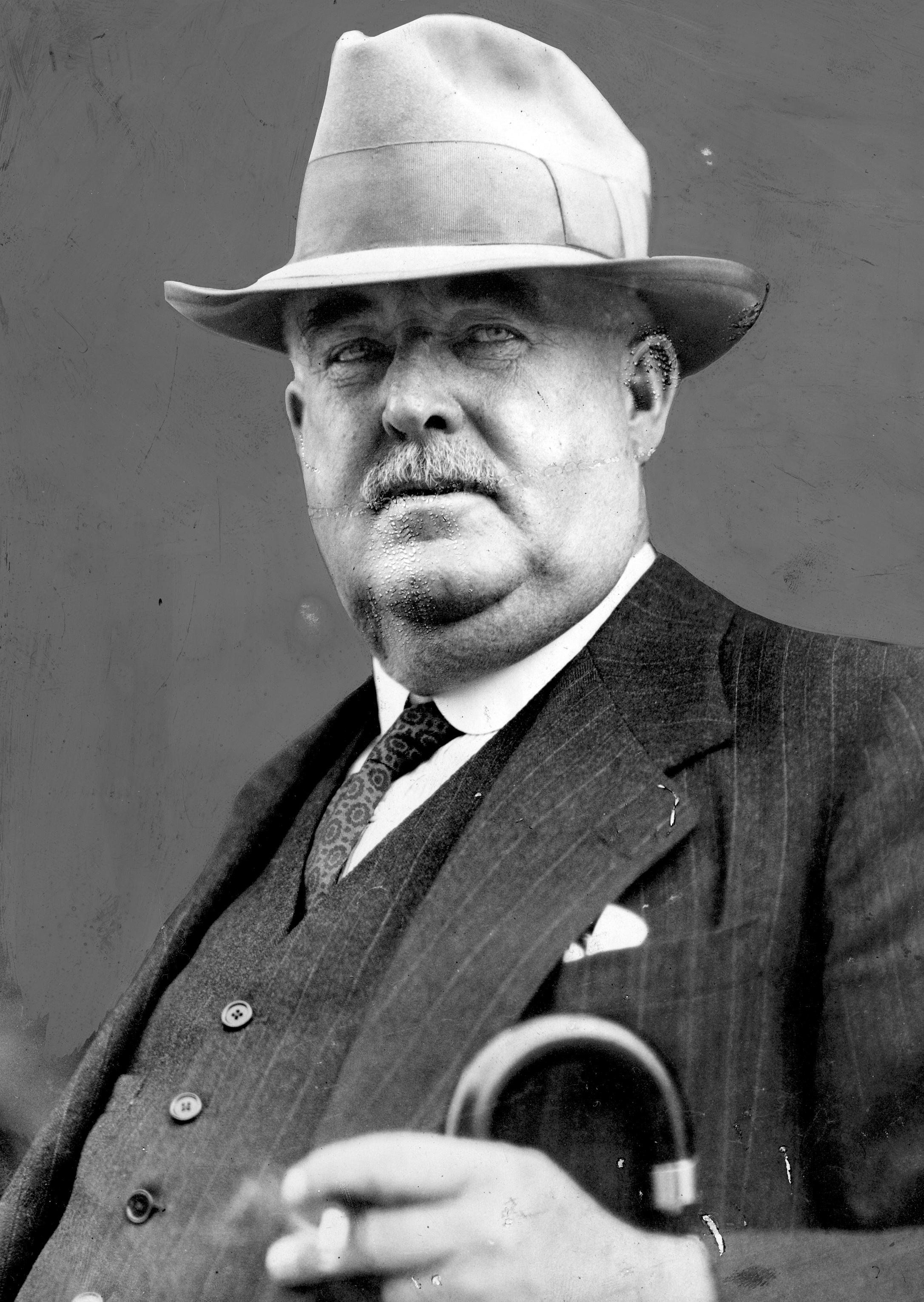
Mitchell

Sir James Mitchell (* 27. April 1866 in Dardanup, Western Australia, Australien; † 26. Juli 1951 in Glen Mervyn, Western Australia) war Premierminister und Gouverneur des australischen Bundesstaats Western Australia.

## Leben
Mitchell wurde 1866 auf einer Farm in Dardanup in der Nähe von Bunbury geboren. 1885 begann er eine Banklehre bei der Western Australian Bank und wurde nach Geraldton versetzt. 1888 heiratete er Clara Robinson Spencer.
Ab 1890 leitete Mitchell eine Bankfiliale in Northam, daneben betätigte er sich bald auch erfolgreich als Farmer. 1905 wurde er ins Parlament von Western Australia gewählt und beschäftigte sich vornehmlich mit landwirtschaftlichen Themen. Von 1909 bis 1916 war er Minister für Landwirtschaft und Industrie.
1919 trat Hal Colebatch als Premierminister zurück und Mitchell wurde sein Nachfolger. Es gelang ihm auch, sich bei den anstehenden Parlamentswahlen von 1921 durchzusetzen. Mitchell sorgte dafür, dass Frauen das passive Wahlrecht erhielten. Zudem richtete er eine zentrale Behörde zur Aufsicht des zunehmenden Autoverkehrs ein. Daneben galt seine Aufmerksamkeit der Förderung der Land- sowie im Besonderen der Milchwirtschaft. Er lag jedoch häufig mit seinen Ministerkollegen sowie Abgeordneten seiner Koalition im Streit; er galt als ungeduldiger und herrischer Charakter. 1923 trat die Mehrzahl der Abgeordneten der Country Party aus der Koalition aus und bei den Parlamentswahlen im Jahr darauf wurde die Regierung Mitchell abgewählt.
1930 siegte die Country Party erneut bei den Wahlen und ermöglichte Mitchell erneut eine Amtszeit als Premier. In seine Amtszeit fiel die Weltwirtschaftskrise, in der die Arbeitslosenquote auf 30 % stieg und ein Verfall der Weizenpreise viele Farmen an den Rand des Ruins trieb. Mitchell verstaatlichte die bankrotte State Savings Bank und erließ ein Gesetz, das es überschuldeten Farmern erlaubte, weiter auf ihren Farmen zu bleiben, um die Schulden abzutragen. Mittels staatlicher Beschäftigungsprogrammen versuchte er, die Zahl der Arbeitslosen verringern. Währenddessen erhielt die populistische Dominion League, die eine Loslösung Westaustraliens vom Australischen Bund forderte, großen Zulauf. Bei einer Volksabstimmung am 8. April 1933, die zusammen mit den Parlamentswahlen abgehalten wurde, stimmte eine Mehrheit von 66 % für die Sezession Westaustraliens. Mitchell wurde allerdings abgewählt und die Nachfolgeregierung verfolgte die Frage der Sezession nur noch halbherzig.
Im Juli 1933 wurde er auf Vorschlag des neuen Premierministers Philip Collier zum Vizegouverneur von Western Australia ernannt. Da er insbesondere während des Zweiten Weltkriegs wieder an Popularität gewann, erhielt er 1948 den Posten des Gouverneurs. Nachdem binnen weniger Jahre seine Frau und drei seiner vier Kinder verstarben, trat er 1951 zurück. Im Juli desselben Jahres starb Mitchell während einer Bahnfahrt bei Glen Mervyn.

## Auszeichnungen
- Companion of the Order of St. Michael and St. George (1917)
- Knight Commander of the Order of St. Michael and St. George (1921)
- Knight Grand Cross of the Order of St. Michael and St. George (1947)